# Сойни (община)
Сойни (фин. Soini) — община в провинции Южная Остроботния, Финляндия. Общая площадь территории — 574,24 км², из которых 22,17 км² — вода.

## Демография
На 31 января 2011 года в общине Сойни проживало 2385 человек: 1219 мужчин и 1166 женщин.
Финский язык является родным для 99,29% жителей, шведский — для 0,21%. Прочие языки являются родными для 0,5% жителей общины.
Возрастной состав населения:
- до 14 лет — 16,48%
- от 15 до 64 лет — 58,83%
- от 65 лет — 24,95%

Изменение численности населения по годам:
| Год  | Численность |
| ---- | ----------- |
| 1980 | 3038        |
| 1990 | 3026        |
| 2000 | 2799        |
| 2010 | 2391        |
| 2011 | 2385        |